# Kanton Briançon-2
Der Kanton Briançon-2 ist ein französischer Wahlkreis im Département Hautes-Alpes in der Region Provence-Alpes-Côte d’Azur. Er umfasst einen Teil der Stadt Briançon und drei weitere Gemeinden im Arrondissement Briançon. Durch die landesweite Neuordnung der französischen Kantone wurde er 2015 neu geschaffen mit Briançon als Hauptort (frz.: bureau centralisateur).

## Gemeinden
Der Kanton besteht aus vier Gemeinden und Gemeindeteilen mit insgesamt 10.266 Einwohnern (Stand: 1. Januar 2022) auf einer Gesamtfläche von 303,25 km²:
| Gemeinde          | Einwohner 1. Januar 2022 | Fläche km² | Dichte Einw./km² | Code INSEE | Postleitzahl |
| ----------------- | ------------------------ | ---------- | ---------------- | ---------- | ------------ |
| Briançon          | 8.837                    | 26,48      | 334              | 05023      | 05100        |
| Montgenèvre       | 459                      | 40,07      | 11               | 05085      | 05100        |
| Névache           | 360                      | 191,93     | 2                | 05093      | 05100        |
| Val-des-Prés      | 610                      | 44,77      | 14               | 05174      | 05100        |
| Kanton Briançon-2 | 10.266                   | 303,25     | 34               | 0503       | –            |

1. ↑   Nur der nordöstliche Teil der Gemeinde, der Rest gehört zum Kanton Briançon-1.

## Politik
| Vertreter im Departementrat | Vertreter im Departementrat   | Vertreter im Departementrat |
| Amtszeit                    | Namen                         | Partei                      |
| --------------------------- | ----------------------------- | --------------------------- |
| 2015–2021                   | Gérard Fromm Aurélie Poyau    | DVG                         |
| 2021–                       | Claire Barnéoud Éric Peythieu | LR                          |